# Bibliothécaire assistant spécialisé
 (juin 2021).
La mise en forme du texte ne suit pas les recommandations de Wikipédia : il faut le « wikifier ».
Les points d'amélioration suivants sont les cas les plus fréquents. Le détail des points à revoir est peut-être précisé sur la page de discussion.
- Les titres sont pré-formatés par le logiciel. Ils ne sont ni en capitales, ni en gras.
- Le texte ne doit pas être écrit en capitales (les noms de famille non plus), ni en gras, ni en italique, ni en « petit »…
- Le gras n'est utilisé que pour surligner le titre de l'article dans l'introduction, une seule fois.
- L'italique est rarement utilisé : mots en langue étrangère, titres d'œuvres, noms de bateaux, etc.
- Les citations ne sont pas en italique mais en corps de texte normal. Elles sont entourées par des guillemets français : « et ».
- Les listes à puces sont à éviter, des paragraphes rédigés étant largement préférés. Les tableaux sont à réserver à la présentation de données structurées (résultats, etc.).
- Les appels de note de bas de page (petits chiffres en exposant, introduits par l'outil «  Source ») sont à placer entre la fin de phrase et le point final[comme ça].
- Les liens internes (vers d'autres articles de Wikipédia) sont à choisir avec parcimonie. Créez des liens vers des articles approfondissant le sujet. Les termes génériques sans rapport avec le sujet sont à éviter, ainsi que les répétitions de liens vers un même terme.
- Les liens externes sont à placer uniquement dans une section « Liens externes », à la fin de l'article. Ces liens sont à choisir avec parcimonie suivant les règles définies. Si un lien sert de source à l'article, son insertion dans le texte est à faire par les notes de bas de page.
- La présentation des références doit suivre les conventions bibliographiques. Il est recommandé d'utiliser les modèles {{Ouvrage}}, {{Chapitre}}, {{Article}}, {{Lien web}} et/ou {{Bibliographie}}. Le mode d'édition visuel peut mettre en forme automatiquement les références.
- Insérer une infobox (cadre d'informations à droite) n'est pas obligatoire pour parachever la mise en page.

Pour une aide détaillée, merci de consulter Aide:Wikification.
Si vous pensez que ces points ont été résolus, vous pouvez retirer ce bandeau et améliorer la mise en forme d'un autre article.
Un bibliothécaire assistant spécialisé (BIBAS) est un personnel de catégorie B de la fonction publique française d’État qui exerce son métier au sein des bibliothèques placées sous la tutelle de l’État, et plus spécifiquement du Ministère de l'Enseignement Supérieur. Un BIBAS peut également travailler dans les bibliothèques sous tutelle du Ministère de la Culture telle que la Bibliothèque nationale de France et la Bibliothèque Publique d’Information (BPI) ou d'autres ministères. Le titre équivalent dans la fonction publique territoriale est Assistant territorial de conservation du patrimoine et des bibliothèques.

## Bibliothécaire assistant spécialisé de la fonction publique d’État

### Histoire
Le corps de bibliothécaire assistant spécialisé est issu de la fusion des corps des Assistants des bibliothèques (AB) et des Bibliothécaires adjoints spécialisés (BAS) en 2011.
Il est régi par le Décret no 2011-1140 du 21 septembre 2011 portant statut particulier du corps des bibliothécaires assistants spécialisés et par le Décret no 2009-1388 du 11 novembre 2009 portant dispositions statutaires communes à divers corps de fonctionnaires de la catégorie B de la fonction publique d'État.
Le corps des bibliothécaires assistants spécialisés comprend trois grades, les bibliothécaires assistants spécialisés de classe normale, les bibliothécaires assistants spécialisés de classe supérieure et les bibliothécaires assistants spécialisés de classe exceptionnelle.

### Fonctions et missions
Les bibliothécaires assistants spécialisés effectuent des tâches spécialisées dans les domaines du traitement documentaire et de la conservation et de la gestion des collections.
Ils accueillent, renseignent et informent les usagers des bibliothèques, participent à leur formation et mettent les ressources documentaires à la disposition du public en assurant leur signalement dans les catalogues. Ils effectuent des recherches bibliographiques et documentaires. Ils peuvent en outre être chargés de la gestion des magasins, des lieux accessibles au public et du matériel mis à disposition du public par leur établissement. Ils peuvent aussi se voir confier des missions touchant à la sécurité des personnes, des locaux et des collections.
Les BIBAS peuvent être amenés à gérer les commandes d'ouvrage, à se mettre en relation avec les fournisseurs et être chargés de la gestion des collections de périodiques. Ils ont vocation à encadrer les personnels chargés du magasinage ou des contractuels étudiants. Enfin, les bibliothèques confient à des agents de catégorie B la gestion des plannings de service public ainsi que des tâches liées à l'action culturelle et à la valorisation des fonds documentaires.
Les bibliothécaires assistants spécialisés de classe supérieure et les bibliothécaires assistants spécialisés de classe exceptionnelle ont vocation à effectuer des tâches spécialisées exigeant une qualification professionnelle particulière.

### Accès
Les bibliothécaires assistants spécialisés de classe normale sont recrutés par voie de concours externe ou interne sur épreuves écrites et orales. Le concours externe est ouvert aux candidats titulaires d'un baccalauréat ou d'un titre ou d'un diplôme classé au moins au niveau IV et le concours interne est ouvert aux fonctionnaires et agents publics, comptant au moins quatre ans de service public au 1er janvier de l'année au titre de laquelle le concours est organisé. Les candidats aux concours internes doivent être en activité, en détachement ou en congé parental.
Les bibliothécaires assistants spécialisés de classe supérieure sont recrutés par voie de concours externe et interne sur épreuves écrites et orales. Le concours externe est ouvert aux candidats titulaires d’un titre ou d’un diplôme classé au moins au niveau III, dans le domaine du livre, des bibliothèques, de la documentation, de l’information scientifique et technique ou aux candidats titulaires d’une qualification reconnue équivalente à l’un de ces titres ou diplômes. Le concours interne est ouvert aux fonctionnaires et agents publics, comptant au moins quatre ans de services publics au 1er janvier de l’année au titre de laquelle le concours est organisé. Les fonctionnaires qui sont candidats aux concours internes doivent être en activité, en détachement ou en congé parental.
L'accès au grade de bibliothécaire assistant spécialisé de classe exceptionnelle se fait uniquement par la voie d'un examen professionnel.

### Carrière
La promotion interne au grade de BIBAS de classe supérieure est possible par la voie d'un examen professionnel. Peuvent ainsi être promus au grade de BIBAS de classe supérieure les fonctionnaires ayant au moins atteint le 4e échelon du grade de BIBAS de classe normale et ayant au moins trois années de services effectifs dans un corps, cadre d'emplois ou emploi de catégorie B ou de même niveau.
La promotion interne au grade de BIBAS de classe exceptionnelle est possible par la voie d'un examen professionnel. Peuvent être promus au grade de BIBAS de classe exceptionnelle par la voie d'un examen professionnel les fonctionnaires justifiant d'au moins un an dans le 5e échelon du grade de BIBAS de classe supérieure et justifiant d'au moins trois années de services effectifs dans un corps, cadre d'emplois ou emploi de catégorie B ou de même niveau.
L'examen professionnel comporte une épreuve d'admissibilité et une épreuve orale d'admission. L'épreuve d’admissibilité consiste en l‘élaboration d’un dossier de Reconnaissance de l'expérience professionnelle (RAEP),, l'épreuve d'admission en un entretien avec le jury.

## Bibliothécaire assistant spécialisé de la fonction publique territoriale
Dans la fonction publique territoriale, le corps de catégorie B correspondant est celui d'Assistant territorial de conservation du patrimoine et des bibliothèques.

### Fonctions et missions
Les membres du cadre d’emplois des assistants territoriaux de conservation du patrimoine et des bibliothèques sont affectés, en fonction de leur formation, dans un service ou établissement correspondant à l’une des spécialités suivantes : musées, bibliothèques, archives, documentation.
Dans chacune de leurs spécialités, ils contribuent au développement d’actions culturelles et éducatives. Ils participent, sous l’autorité d’un supérieur hiérarchique, aux responsabilités dans le traitement, la mise en valeur, la conservation des collections et la recherche documentaire. Ils peuvent être chargés du contrôle et de la bonne exécution des travaux confiés aux fonctionnaires appartenant aux cadres d’emplois de la catégorie C ainsi que de l’encadrement de leurs équipes. Lorsqu’ils sont affectés dans les bibliothèques, ils participent à la promotion de la lecture publique.

### Accès

#### Concours externe
Le concours externe sur titres de recrutement des assistants territoriaux de conservation du patrimoine et des bibliothèques comporte deux épreuves d'admissibilité et une épreuve d'admission.
Les épreuves d'admissibilité comprennent :
- La rédaction d'une note à l'aide des éléments d'un dossier portant sur la spécialité choisie par le candidat au moment de l'inscription (durée : trois heures ; coefficient 3) ;
- Un questionnaire de trois à cinq questions destinées à vérifier les connaissances du candidat dans la spécialité choisie au moment de l'inscription (durée : trois heures ; coefficient 3).

L'épreuve d'admission consiste en un entretien ayant pour point de départ un exposé du candidat sur sa formation et son projet professionnel permettant au jury d'apprécier ses motivations et son aptitude à exercer les missions dévolues aux membres du cadre d'emplois, notamment dans la spécialité choisie par le candidat (durée de l'entretien : vingt minutes, dont cinq minutes au plus d'exposé ; coefficient 3).

#### Concours interne
Le concours interne comporte une épreuve d'admissibilité et une épreuve d'admission.
L'épreuve d'admissibilité consiste en la rédaction d'une note à l'aide des éléments d'un dossier portant sur la spécialité choisie par le candidat au moment de l'inscription (durée : trois heures ; coefficient 3).
L'épreuve d'admission consiste en un entretien ayant pour point de départ un exposé du candidat sur les acquis de son expérience permettant au jury d'apprécier ses motivations et son aptitude à exercer les missions dévolues aux membres du cadre d'emplois, notamment dans la spécialité choisie par le candidat (durée de l'entretien : vingt minutes, dont cinq minutes au plus d'exposé ; coefficient 3).

#### Troisième concours
Le troisième concours de recrutement comporte une épreuve d'admissibilité et une épreuve d'admission.
L'épreuve d'admissibilité consiste en la rédaction d'une note à l'aide des éléments d'un dossier portant sur la spécialité choisie par le candidat au moment de l'inscription (durée : trois heures ; coefficient 3).
L'épreuve d'admission consiste en un entretien ayant pour point de départ un exposé du candidat sur les acquis de son expérience permettant au jury d'apprécier ses connaissances, son aptitude à exercer les missions dévolues aux membres du cadre d'emplois ainsi que sa capacité à s'intégrer dans l'environnement professionnel (durée de l'entretien : vingt minutes, dont cinq minutes au plus d'exposé ; coefficient 3).

#### Épreuves facultatives
Lors de leur inscription au concours, les candidats peuvent demander à subir l'une des épreuves facultatives suivantes :
- Une épreuve écrite de langue (durée : deux heures ; coefficient 1), dans la langue choisie par le candidat au moment de son inscription au concours, comportant la traduction en français :
  - soit, sans dictionnaire, d'un texte dans l'une des langues étrangères suivantes : anglais, allemand, italien, espagnol, grec, portugais, néerlandais, russe ou arabe moderne ;
  - soit, avec dictionnaire, d'un texte dans l'une des langues anciennes suivantes : latin, grec.

- Une épreuve orale d'informatique portant sur les multimédias (durée : vingt minutes, avec préparation de même durée ; coefficient 1).

## Assistant spécialisé des bibliothèques et des musées d'administrations parisiennes, spécialité bibliothèques, de classe normale
Ce corps remplace celui des assistants des bibliothèques de la commune de Paris.

### Fonctions et missions
Les assistants spécialisés des bibliothèques et des musées sont chargés d’activités de traitement et de gestion des collections, de mise en valeur de productions culturelles, d’information des usagers ou de gestion des locaux, des matériels, ainsi que des fonctions touchant à l’accueil et la sécurité des personnes, des biens, des bâtiments et des collections. Ils peuvent également exercer des fonctions de coordination et d’encadrement des personnels de catégorie C.
Dans la spécialité bibliothèques, ils exercent notamment des activités à caractère technique dans le domaine du traitement des collections ainsi que dans celui de leur gestion, de la veille et des acquisitions documentaires, de la gestion des magasins, des lieux accessibles au public et des matériels. Ils peuvent participer à l’information ainsi qu’à la formation du public, ou assurer des fonctions touchant à la sécurité des personnes, des locaux et des collections. Ils peuvent également participer à l’élaboration des programmes d’action culturelle dans les bibliothèques et à la mise à disposition de nouvelles technologies dans les services aux publics.